# Bote & Bock
Bote & Bock var ett under åren 1838–1996 verksamt tyskt musikförlag.
Bote & Bock grundades 1838 i Berlin av Eduard Bote och Gustav Bock. Den 1847–96 existerande "Neue Berliner Musikzeitung" redigerades av Bock till hans död, 1863. Under hans sons, Hugo Bocks, ledning var firman en av de första som utgav billiga upplagor av klassiska kompositörer. År 1908 köpte den Max Regers verk från förlaget Lauterbach & Kuhn. År 1996 köptes Bote & Bock av Boosey & Hawkes.